# Hans-Gerd Löhmannsröben
Hans-Gerd Löhmannsröben (* 12. März 1955 in Zetel, Friesland) ist ein deutscher Physikochemiker. Er ist Professor an der Universität Potsdam und seit dem 1. April 2021 emeritiert.

## Werdegang
Löhmannsröben studierte in Oldenburg, Göttingen und in Chapel Hill (USA) und wurde in Göttingen promoviert. Er war Professor an der Fachhochschule Emden und am Institut für Physikalische und Theoretische Chemie der Friedrich-Alexander-Universität Erlangen-Nürnberg. Im Oktober 2000 trat er seine Professur für Physikalische Chemie am Institut für Chemie der Universität Potsdam an. Dort betreute er in der Lehre mehr als 100 Absolventen. Sein Forschungsinteresse gilt der Laserspektroskopie, um zu messen, wie das fokussierte Laserlicht mit Feststoffen, Flüssigkeiten und Gasen wechselwirkt, um daraus physikalische und chemische Größen abzuleiten. Mit der Photonendichtewellenspektroskopie bei lichtundurchlässigen, dichten Emulsionen erzielte er mit seinem Team einen entscheidenden Durchbruch. Aus dieser Forschung entstand 2013 die Ausgründung PDW Analytics GmbH mit Sitz in Golm.
Löhmannsröben gründete 2008 zusammen mit Martin Roth vom Leibniz-Institut für Astrophysik Potsdam (AIP) das interdisziplinäre Zentrum für Innovationskompetenz  innoFSPEC, als Wortmarke geschützt durch Eintrag im Deutschen Patent- und Markenamt. Das Zentrum verfolgt mit dem ungewöhnlichen Ansatz einer interdisziplinäre Zusammenarbeit zwischen der Physikalischen Chemie einerseits und der Astrophysik andererseits das Ziel, einen Mehrwert zu schaffen, der ohne diese Interaktion schwerlich realisiert werden könnte. innoFSPEC wurde nach einer Strategie und Auswahlphase in 2007 in den Jahren 2008 bis 2020 aus dem BMBF-Programm "Zentren für Innovationskompetenz" gefördert.